# Felipe Fonteles
Luiz Felipe Marques Fonteles (Curitiba, 19 de junho de 1984), mais conhecido como Lipe ou Chupita, é um jogador de voleibol brasileiro. Atua como ponteiro e atualmente disputa o campeonato turco pelo Halkbank. Vive em Ancara, na Turquia

## Clubes
- Brasil: Esporte Clube Banespa: 2002 - 2003
- Itália: Modena: 2003-2007
- Japão: Panasonic Panthers: 2007-2009
- Brasil: Minas Tênis Clube
- Grécia: Olympiacos Piraeus: 2009-2010
- Brasil: Minas Tênis Clube: 2010-2011
- Brasil: RJX: 2011-2012
- Polônia: ZAKSA Kędzierzyn-Koźle: 2012-2013
- Turquia: Fenerbahçe Men's Volleyball: 2013-2014
- Brasil: FUNVIC Taubaté: 2014-2016
- Turquia: Halkbank:  2016 - 2017
- Brasil: SESI-SP: 2017 - 2018
- Brasil: FUNVIC Taubaté: 2019 - presente

## Títulos
Seleção principal
- Ouro nos Jogos Pan-Americanos de 2011
- Campeão Olímpico nas Olimpíadas do Rio 2016

Seleções de base
- Copa do Mundo: Prata 2003
- Campeonato Sul-Americano: Ouro 2000, Ouro 2005

Clubes
- Copa dos Campeões: Ouro 2003/2004
- Copa da Polônia: Ouro 2013
- Campeonato Polonês de Voleibol: Prata 2013
- Copa Brasil de Volei: Ouro 2015

Individuais
- MVP da Copa da Polônia: 2013
- Melhor atacante do Campeonato Europeu: 2013